# A Siesta
A Siesta (em francês, La méridienne ou La sieste; em inglês, The Siesta) é um óleo sobre tela de Vincent van Gogh pintado entre dezembro de 1889 e janeiro de 1890 enquanto ele estava internado em um manicômio na cidade francesa de Saint-Rémy-de-Provence. A obra faz parte da coleção permanente do Musée d'Orsay, em Paris. 
Van Gogh escolhe como tema a sesta, referindo-se diretamente ao quadro homônimo do pintor francês Jean Millet. Apesar da natureza pacífica do assunto, a obra irradia a conhecida intensidade artística de Van Gogh.
Também conhecida em francês como La méridienne, A Siesta de Van Gogh foi considerada uma de suas obras-primas. 